# وسام ابن السودان البار
وسام ابن السودان البار هو وسام دولة للسودان تم إنشاؤه في 16 نوفمبر 1961 ويمنح للمواطنين السودانيين الذكور الذين حموا مصالح الجمهورية، لا سيما سياستها الخارجية والداخلية ودافعوا عن التضحية بأرواحهم أو تعريضهم للخطر في من أجل الحفاظ على وضع جمهورية السودان الديمقراطية. يمكن منح الطلب أكثر من مرة.
لا يجوز تكرار منح الأوسمة والميداليات، أو الترقية من رتبة إلى مرتبة أعلى، إلا بعد مضي ثلاث سنوات على الأقل من تاريخ منحها. يتم تخفيض هذه الفترة إلى سنة واحدة للموظفين إذا تمت إحالتهم إلى التقاعد. تظل الطلبات والميداليات ملكًا للحائز على الجائزة، وورثتها كتذكار دون أن يكون لأي منهم الحق في حملها. مع عدم الإخلال بأية عقوبة أخرى منصوص عليها في قوانين السودان، يجوز بأمر من رئيس الجمهورية نزع قلادة أو وشاح أو ميدالية أو ميدالية أو عباءة شرف أو حزام إذا ارتكبوا التصرف الذي يخل بالشرف أو يتعارض مع الولاء للدولة.

## الامتيازات
يتمتع حامل هذه الميدالية بالامتيازات التالية:
- أن تتم دعوتك لحضور الاحتفالات الوطنية.
- لقاء رئيس الجمهورية ونوابه والوزراء.
- على السلطات المختصة، عند الضرورة، تسهيل علاجه الطبي داخل السودان وخارجه.
- لا يجوز القبض عليه في غير جرم مشهود، إلا بإذن من رئيس الجمهورية.

## الشارة
ويتكون الطلب من ميدالية فضية مطلية بماء ذهبي وثلاثة أسطح متطابقة. الأول عبارة عن نجمة خماسية الشكل تحمل شعار جمهورية السودان الديمقراطية. والثاني عبارة عن دائرة قطرها 40 ملم في منتصف السطح الأول، وعلى أطرافها سيف وغصن. شجرة الزيتون وعلم الجمهورية وعبارة "ابن السودان البار" بالعربية. والثالث نجم ذو جوانب منحدرة ثمانية الرؤوس. تتدلى الزخرفة من شريط من الحرير المموج اللامع من اللون الأخضر، يبلغ عرضه 17 ملم، وله هامشان على جانبي الألوان أسود، وأبيض، وأحمر، على التوالي، كل عرض 2.5 ملم، وهو تلبس على الصدر على الجانب الأيسر.

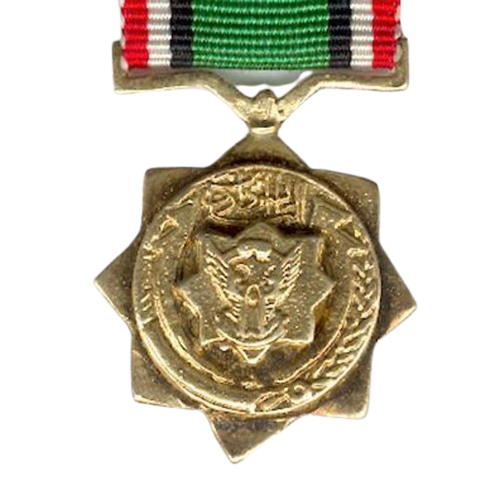
ميدالية مصغرة

ميدالية مصغرة من الفضة ترافق هذه الميدالية بماء ذهبي. وهي تحمل نفس مواصفات الميدالية الأكبر، والتي تم تقليصها إلى الثلث في الأبعاد، باستثناء الشريط، الذي تم تصغيره إلى النصف ويتم ارتداؤه فوق يوميات الجيش.  

## المستفيدين البارزين
- 2017 أحمد عبد الرحمن[9] [10]
- 2019 أحمد هارون[11] [12]
- 2019 عبد الرحمن سوار الذهب[11] [12]
- عبد الحليم محمد[13]
- مصطفى الأمين [14]
- اشرف سيد احمد [15]
- خليل عثمان، لكن الأمر أخذ من الرئيس جعفر النميري [16]
- صديق "وادا" آدم عبد الله [17] [18]
- الضو حجوج [19]
- عوض الجاز [20]
- كمال أبو سن [21]
- عبد الله سعيد باوارث وعبدالرحمن بوارث، سعوديان حصلوا على الجنسية السودانية قبل تكريمهم [22]